# Cour l'Élu
La Cour l'Élu est un édifice situé à Saint-Pierre-sur-Dives, en France. Il s'agit d'un manoir du XVIe siècle en pierre avec un bâtiment annexe à pans de bois de la même époque.

## Localisation
Le monument est situé dans le département français du Calvados, dans le bourg de Saint-Pierre-sur-Dives, au bord de la Dives.

## Historique
Le manoir et la façade sur rue de la maison à pan de bois contigüe sont inscrits au titre des Monuments historiques depuis le 19 janvier 1927,.

## Architecture

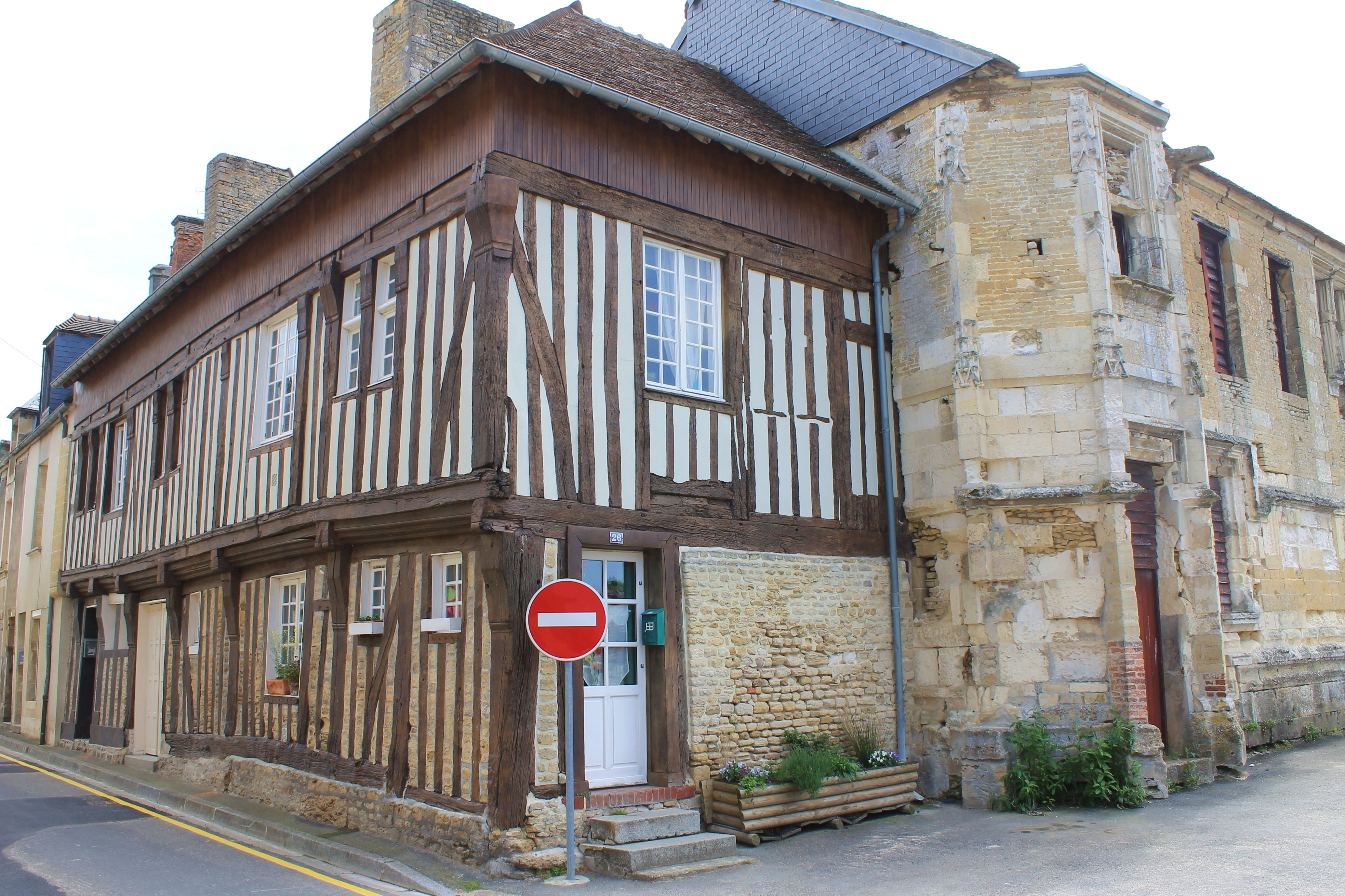
La maison à pans de bois.